# Koszykówka na Światowych Wojskowych Igrzyskach Sportowych 2019 – turniej kobiet
Koszykówka kobiet na Światowych Wojskowych Igrzyskach Sportowych 2019 – zawody, które odbyły się podczas igrzysk wojskowych w chińskim Wuhan w dniach 19–26 października 2019 roku. Turniej kobiet został rozegrany w HUST Optics Valley Gymnasium.

## Harmonogram
| Październik 2019 | 18 Pi | 19 So | 20 Ni | 21 Po | 22 Wt | 23 Śr | 24 Cz | 25 Pi | 26 So | 27 Ni |
| ---------------- | ----- | ----- | ----- | ----- | ----- | ----- | ----- | ----- | ----- | ----- |
| Turniej kobiet   |       |       |       |       |       |       |       |       | F     |       |

Legenda
|  | Faza grupowa |  | Faza pucharowa |  | Finał |

## Uczestniczki
W turnieju brało udział 70 koszykarek, 6 drużyn narodowych. Każda drużyna grała ze wszystkimi innymi drużynami w grupie tzw systemem kołowym (tj. każdy z każdym, po jednym meczu). Do fazy finałowej rozgrywek awansowały dwie najlepsze drużyny, które zgrały mecz o mistrzostwo igrzysk wojskowych. Zespoły, które zajęły miejsca 3 i 4 rozegrały spotkanie o brązowy medal.
- Brazylia (11)
- Chiny (12)
- Kanada (12)
- Francja (12)
- Niemcy (12)
- Stany Zjednoczone (11)

## Medalistki
| Złoto | Srebro | Brąz |
| Chiny Han Xu Jia Qiujiao Jin Jiabao Li Meng Li Yueru Lu Wen Pan Zhenqi Sun Mengran Wang Lili Wang Xuemeng Zhao Shuang Zhang Liting | Brazylia Debora Costa Karla Costa Patricia Ferreira Soeli Garvao Barbara Honorio Gilmara Justjno Patricia Ferreira Isabela Ramona Carina Souza Fabiana Souza Luana Souza | Stany Zjednoczone Donita Adams Taylor Alton Charmaine Clark Blaire Danielle Coffey April Cromartie Danika Dale Jala Harris Santia Jackson Cinnamon Kava Allyson Lehman Ariel Thomas |

## Rozgrywki

### Faza grupowa

#### Tabela grupowa
| Miejsce | Drużyna           | Mecze | Punkty | Zwyc. | Por. | Kosze   | Bilans |
| ------- | ----------------- | ----- | ------ | ----- | ---- | ------- | ------ |
| 1       | Chiny             | 5     | 10     | 5     | 0    | 525-251 | +274   |
| 2       | Brazylia          | 5     | 9      | 4     | 1    | 363-252 | +111   |
| 3       | Stany Zjednoczone | 5     | 8      | 3     | 2    | 362-325 | +37    |
| 4       | Francja           | 5     | 7      | 2     | 3    | 321-337 | -16    |
| 5       | Niemcy            | 5     | 6      | 1     | 4    | 214-420 | -206   |
| 6       | Kanada            | 5     | 5      | 0     | 5    | 208-408 | -200   |

Legenda
|  | Awans do fazy finałowej |  | Odpadnięcie z turnieju |

#### Wyniki
| 19 października 201913:00 | Brazylia                                                                  | 87:33(22:12, 19:6, 23:11, 23:4) | Niemcy                                                              | HUST Optics Valley Gymnasium, Wuhan Sędzia: - Eric M Jordan - Yang Xiaoguang - Yu Wei |
| 19 października 201913:00 | Pkt:Debora Costa 13, Karla Costa 12 Zb:Gilmara Justino 4 As:Karla Costa 4 | 87:33(22:12, 19:6, 23:11, 23:4) | Pkt:Annika Dancert 10 Zb:Annika Dancert 5 As:Karolin Kathrin Nass 2 | HUST Optics Valley Gymnasium, Wuhan Sędzia: - Eric M Jordan - Yang Xiaoguang - Yu Wei |

| 19 października 201916:00 | Francja                                                                           | 65:67(23:27, 15:6, 9:15, 18:19) | Stany Zjednoczone                                                                                   | HUST Optics Valley Gymnasium, Wuhan Sędzia: - Adriano Almeida - Yu Yijing - Ge Qian |
| 19 października 201916:00 | Pkt:Laure Belleville 20 Zb:Johanna Cortinovs 4 As:Aurelie Favre 7, Emilie Gomis 4 | 65:67(23:27, 15:6, 9:15, 18:19) | Pkt:Jala Harris 16, Danika Dale 12 Zb:Danika Dale, Charmaine Clark 4 As:Donita Adams, Danika Dale 2 | HUST Optics Valley Gymnasium, Wuhan Sędzia: - Adriano Almeida - Yu Yijing - Ge Qian |

| 19 października 201919:00 | Chiny                                                                           | 111:29(24:11, 30:8, 21:4, 36:7) | Kanada                                                                          | HUST Optics Valley Gymnasium, Wuhan Sędzia: - Henning Tathke - Dwayne Reed - Benjamin Guizard |
| 19 października 201919:00 | Pkt:Li Meng 18, Wang Lili 16 Zb:Li Meng, Sun Mengran 3 As:Wang Lili 7, Lu Wen 6 | 111:29(24:11, 30:8, 21:4, 36:7) | Pkt:Samantha Ruth Bayne 6 Zb:Carley Jennifer Lewis 8 As:Carley Jennifer Lewis 2 | HUST Optics Valley Gymnasium, Wuhan Sędzia: - Henning Tathke - Dwayne Reed - Benjamin Guizard |

| 20 października 201913:00 | Kanada                                                                              | 48:64(10:13, 15:13, 7:21, 16:17) | Francja                                                        | HUST Optics Valley Gymnasium, Wuhan Sędzia: - Dwayne Reed - Li Wei - Zhang Xiao |
| 20 października 201913:00 | Pkt:Carolyn Mary Pumphrey 12 Zb:Carley Jennifer Lewis 6 As:Blaire Danielle Coffey 3 | 48:64(10:13, 15:13, 7:21, 16:17) | Pkt:Laure Belleville 18 Zb:Moina Tuieinui 6 As:Manon Boehrer 4 | HUST Optics Valley Gymnasium, Wuhan Sędzia: - Dwayne Reed - Li Wei - Zhang Xiao |

| 20 października 201916:00 | Stany Zjednoczone                                         | 56:68(10:14, 14:17, 17:17, 15:20) | Brazylia                                                                      | HUST Optics Valley Gymnasium, Wuhan Sędzia: - Benjamin Guizard - Henning Tathke - Jiang Tongbiao |
| 20 października 201916:00 | Pkt:April Cromartie 12 Zb:Taylor Alton 6 As:Jala Harris 2 | 56:68(10:14, 14:17, 17:17, 15:20) | Pkt:Isabela Ramona 12 Zb:Gilmara Justjno 2 As:Carina Souza, Barbara Honorio 6 | HUST Optics Valley Gymnasium, Wuhan Sędzia: - Benjamin Guizard - Henning Tathke - Jiang Tongbiao |

| 20 października 201919:00 | Niemcy                                                                 | 43:128(10:30, 15:33, 8:29, 10:36) | Chiny                                                             | HUST Optics Valley Gymnasium, Wuhan Sędzia: - Patrick Rosenow - Eric M Jordan - Adriano Almeida |
| 20 października 201919:00 | Pkt:Karolin Kathrin Nass 13 Zb:Annika Dancert 5 As:Nancy Hampel Loth 3 | 43:128(10:30, 15:33, 8:29, 10:36) | Pkt:Wang Xuemeng 21, Jin Jiabao 20 Zb:Wang Lili 3 As:Wang Lili 13 | HUST Optics Valley Gymnasium, Wuhan Sędzia: - Patrick Rosenow - Eric M Jordan - Adriano Almeida |

| 21 października 201913:00 | Francja                                                               | 57:68(14:16, 16:22, 10:12, 17:18) | Brazylia                                                                                               | HUST Optics Valley Gymnasium, Wuhan Sędzia: - Yu We - Dwayne Reed - Henning Tathke |
| 21 października 201913:00 | Pkt:Johanna Cortinovs 16 Zb:Laure Belleville 5 As:Johanna Cortinovs 7 | 57:68(14:16, 16:22, 10:12, 17:18) | Pkt:Karla Costa 12, Carina Souza 11 Zb:Carina Souza, Barbara Honorio 3 As:Soeli Garvao, Debora Costa 4 | HUST Optics Valley Gymnasium, Wuhan Sędzia: - Yu We - Dwayne Reed - Henning Tathke |

| 21 października 201916:00 | Kanada                                                                              | 50:53(14:14, 15:10, 8:21, 13:8) | Niemcy                                                                            | HUST Optics Valley Gymnasium, Wuhan Sędzia: - Yu Yijing - Adriano Almeida - Fang Wenxuan |
| 21 października 201916:00 | Pkt:Carley Jennifer Lewis 20 Zb:Carley Jennifer Lewis 6 As:Blaire Danielle Coffey 3 | 50:53(14:14, 15:10, 8:21, 13:8) | Pkt:Natalie Manuela Gohrke 18 Zb:Karolin Kathrin Nass 4 As:Karolin Kathrin Nass 4 | HUST Optics Valley Gymnasium, Wuhan Sędzia: - Yu Yijing - Adriano Almeida - Fang Wenxuan |

| 21 października 201919:00 | Chiny                                                                              | 119:71(29:18, 33:10, 32:22, 25:21) | Stany Zjednoczone                                                   | HUST Optics Valley Gymnasium, Wuhan Sędzia: - Shin Girok - Benjamin Guizard - Eric M Jordan |
| 21 października 201919:00 | Pkt:Jin Jiabao 21, Wang Lili 18 Zb:Wang Lili 4 As:Wang Lili, Jin Jiabao, Li Meng 7 | 119:71(29:18, 33:10, 32:22, 25:21) | Pkt:Danika Dale 12 Zb:Charmainer Clark 3 As:Carley Jennifer Lewis 2 | HUST Optics Valley Gymnasium, Wuhan Sędzia: - Shin Girok - Benjamin Guizard - Eric M Jordan |

| 23 października 201913:00 | Stany Zjednoczone                                         | 81:34(32:16, 17:10, 31:16, 13:23) | Niemcy                                                                 | HUST Optics Valley Gymnasium, Wuhan Sędzia: - Ge Qian - Li We - Athanasios Karavitis |
| 23 października 201913:00 | Pkt:Danika Dale 19 Zb:Cinnamon Kava 5 As:Christie Ayers 3 | 81:34(32:16, 17:10, 31:16, 13:23) | Pkt:Nancy Hampel Loth 14 Zb:Annika Dancert 5 As:Karolin Kathrin Nass 2 | HUST Optics Valley Gymnasium, Wuhan Sędzia: - Ge Qian - Li We - Athanasios Karavitis |

| 23 października 201916:00 | Brazylia                                                | 93:42(18:7, 19:14, 30:17, 26:4) | Kanada                                                                     | HUST Optics Valley Gymnasium, Wuhan Sędzia: - Yu Yijing - Dwayne Reed - Yang Xiaoguang |
| 23 października 201916:00 | Pkt:Luana Souza 21 Zb:Fabiana Souza 6 As:Carina Souza 8 | 93:42(18:7, 19:14, 30:17, 26:4) | Pkt:Nicolle Gaudet 10 Zb:Megan Stefanie Mc Dougall 4 As:Catherine Bougie 4 | HUST Optics Valley Gymnasium, Wuhan Sędzia: - Yu Yijing - Dwayne Reed - Yang Xiaoguang |

| 23 października 201919:00 | Francja                                                       | 61:103(23:18, 18:30, 7:29, 13:26) | Chiny                                        | HUST Optics Valley Gymnasium, Wuhan Sędzia: - Benjamin Barth - Bob Ossoula - Renato Shirado |
| 23 października 201919:00 | Pkt:Johanna Cortinovs 16 Zb:Manon Boehrer 4 As:Emilie Gomis 6 | 61:103(23:18, 18:30, 7:29, 13:26) | Pkt:LI Yueru 19 Zb:LI Yueru 2 As:WANG Lili 5 | HUST Optics Valley Gymnasium, Wuhan Sędzia: - Benjamin Barth - Bob Ossoula - Renato Shirado |

| 24 października 201913:00 | Kanada                                                                           | 39:87(9:16, 10:28, 9:16, 11:27) | Stany Zjednoczone                                                    | HUST Optics Valley Gymnasium, Wuhan Sędzia: - Shin Girok - Benjamin Guizard - Eric M Jordan |
| 24 października 201913:00 | Pkt:Carley Jennifer Lewis 11 Zb:Taylor Alton As:Wang Lili, Jin Jiabao, Li Meng 7 | 39:87(9:16, 10:28, 9:16, 11:27) | Pkt:Taylor Alton 20 Zb:Charmainer Clark 3 As:Carley Jennifer Lewis 2 | HUST Optics Valley Gymnasium, Wuhan Sędzia: - Shin Girok - Benjamin Guizard - Eric M Jordan |

| 24 października 201916:00 | Niemcy                                                                      | 51:74(10:24, 10:18, 14:26, 17:6) | Francja                                                    | HUST Optics Valley Gymnasium, Wuhan Sędzia: - Yu Wei - Dwayne Reed - Jiang Tongbiao |
| 24 października 201916:00 | Pkt:Annika Dancert 17 Zb:Karolin Kathrin Nass 6 As:Natalie Manuela Gohrke 3 | 51:74(10:24, 10:18, 14:26, 17:6) | Pkt:Aurelie Favre 18 Zb:Aurelie Favre 6 As:Aurelie Favre 4 | HUST Optics Valley Gymnasium, Wuhan Sędzia: - Yu Wei - Dwayne Reed - Jiang Tongbiao |

| 24 października 201919:00 | Chiny                                             | 64:47(16:11, 4:8, 18:10, 26:18) | Brazylia                                                     | HUST Optics Valley Gymnasium, Wuhan Sędzia: - Patrick Rosenow - Ignas Davainis - Benjamin Barth |
| 24 października 201919:00 | Pkt:Pan Zhenqi 14 Zb:Pan Zhenqi 3 As:Jin Jiabao 7 | 64:47(16:11, 4:8, 18:10, 26:18) | Pkt:Isabela Ramona 10 Zb:Debora Costa 4 As:Barbara Honorio 4 | HUST Optics Valley Gymnasium, Wuhan Sędzia: - Patrick Rosenow - Ignas Davainis - Benjamin Barth |

### Faza finałowa

#### Mecz o 3. miejsce
| 26 października 201916:00 | Stany Zjednoczone                                                                        | 85:79(15:15, 17:31, 14:10, 14:8) | Francja                                                                             | HUST Optics Valley Gymnasium, Wuhan Sędzia: - Yu Yijing - Eric M Jordan - Ge Qian |
| 26 października 201916:00 | Pkt:Ariel Thomas 26, Jala Harris 24, Charmaine Clark 9 Zb:Jala Harris 5 As:Jala Harris 4 | 85:79(15:15, 17:31, 14:10, 14:8) | Pkt:Johanna Cortinovs 20, Emilie Gomis 16 Zb:Johanna Cortinovs 5 As:Aurelie Favre 8 | HUST Optics Valley Gymnasium, Wuhan Sędzia: - Yu Yijing - Eric M Jordan - Ge Qian |

#### Finał
| 26 października 201919:00 | Chiny                                                                                   | 93:65(32:16, 17:10, 31:16, 13:23) | Brazylia                                                                               | HUST Optics Valley Gymnasium, Wuhan Sędzia: - Henning Tathke - Bob Ossoula - Dwayne Reed |
| 26 października 201919:00 | Pkt:Li Meng 20, Jin Jiabao 15 Zb:Li Meng 3, Pan Zhenqi 2 As:Jin Jiabao 5, 5 Wang Lili 4 | 93:65(32:16, 17:10, 31:16, 13:23) | Pkt:Isabela Ramona 19 Zb:Fabiana Souza 4, Debora Costa 2 As:Karla Costa, Luana Souza 2 | HUST Optics Valley Gymnasium, Wuhan Sędzia: - Henning Tathke - Bob Ossoula - Dwayne Reed |